# ŠHK 37 Piešťany
ŠHK 37 Piešťany byl hokejový klub z Piešťan. Byl založen roku 1937.

## Názvy klubu
- 1937 – ŠK Piešťany
- 1937 – PHK Piešťany
- 1979 – Chirana Piešťany
- 1993 – VTJ Piešťany
- 1995 – HK VTJ Marat Piešťany
- 2004 – ŠHK 37 Piešťany

## Slavní hráči
- Branko Radivojevič
- Michel Miklík
- Peter Kary
- Jozef Zahradník
- Anton Pazderka
- Patrik Lušnák
- Jaroslav Lušnák
- Alexej Rymarenko
- Tomáš Tatar
- Richard Lintner
- Boris Valábik
- Patrik Rybár
- Dušan Pašek ml.
- Denis Godla
- Miroslav Zálešák
- René Školiak
- Jozef Balej
- Marcel Holovič
- Václav Stupka
- Jakub Ručkay
- Henrich Ručkay

## Hlavní trenéři
- František Pjontek